# آبشار مای سورین
آبشار مای سورین (به لاتین: Mae Surin Falls) یک آبشار در تایلند است که در Mae Ukho واقع شده‌است.